# Roger Van de Casteele
Roger Van de Casteele (13 januari 1913) was een Frans waterpolospeler. Hij nam eenmaal deel aan de Olympische Spelen en won bij die gelegenheid geen medailles.
Van de Casteele nam als waterpoloër eenmaal deel aan de Olympische Spelen; in 1936. In 1936 maakte hij deel uit van het Franse team dat als vierde eindigde. Hij speelde alle zeven wedstrijden.
Van de Casteele speelde voor de club EN Tourcoing.
André Busch · 
Georges Delporte · 
René Joder (G) ·
Paul Lambert · 
Maurice Lefèbvre · 
Henri Padou · 
Roger Van de Casteele